# Iglesia de San Miguel (Dijon)
La iglesia [de] San Miguel de Dijon (del francés: église Saint-Michel de Dijon) es una iglesia francesa del siglo XVI famosa por su fachada de estilo renacentista , considerado la más bella de Francia. La iglesia está clasificada como monumento histórico por la lista de 1840.

## Historia

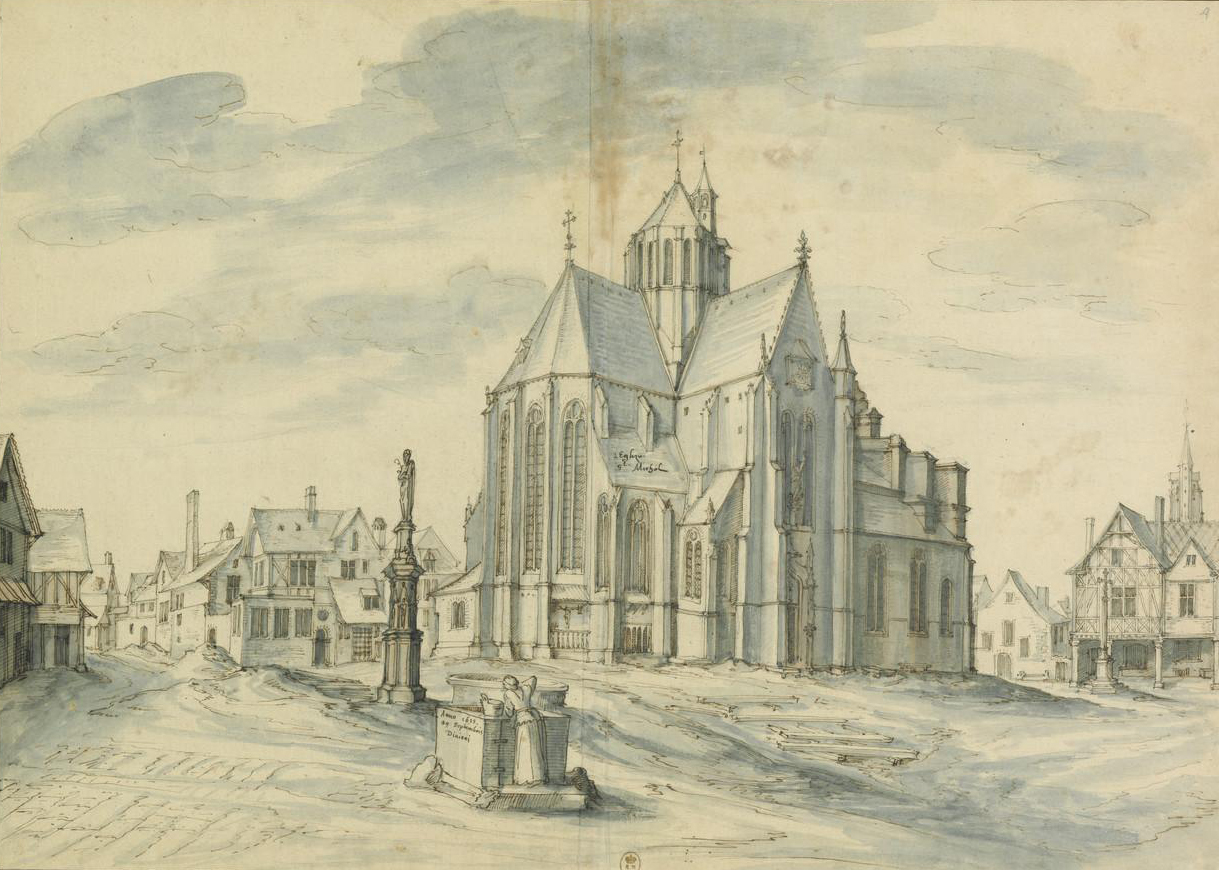
Dibujo de la iglesia San Miguel de Dijon, el 29 de septiembre de 1615, de Étienne Martellange

La primera mención de la iglesia de San Miguel de Dijon data de 889.  Situada cerca de los muros del Castrum de Dijon, probablemente no era originalmente más que una sencilla capilla de madera. Se quedó muy pequeña para albergar a todos los fieles y fue sustituida por iniciativa del abad de Saint-Etienne, Garnier de Mailly, por una iglesia de 58,44 m de largo y  9,74 m de ancho, que fue consagrada en 1020 por el obispo de Langres, Lambert Bassigny. Su fundador Garnier de Mailly fue enterrado en ella a su muerte en 1051. Un dibujo de finales del siglo XV, permite entrever el aspecto que tendría en ese momento.
El 17 de julio de 1497, como de nuevo se había quedado pequeña para dar cabida al conjunto de feligreses, se decidió construir una nueva iglesia por suscripción entre ellos. Se amplió alargando la parte del coro conservando su apertura del lado oeste. Las familias ricas de la parroquia hicieron construir a su costo capillas. Rápidamente completada, la iglesia fue consagrada el 29 de julio de 1529 por Philibert de Beaujeu, obispo de Tonnerre. Sin embargo no toma su forma definitiva hasta 1667, después de la finalización de la fachada principal que combina tanto el estilo gótico y renacentista.

## Arquitectura
La fachada principal es única en su género por la mezcla entre el gótico y el del Renacimiento, que se debe a la fecha de construcción de la iglesia.  La coexistencia de estos dos estilos arquitectónicos se explica por la importancia que tiene el arte arquitectónico en Borgoña en el siglo XVI con el retorno de las formas antiguas y la influencia del arte italiano. El ábside, el coro, la nave central y el transepto son góticos;  la nave se terminó alrededor de 1513. La obra se reanudó en 1529 y la fachada, sus dos torres en forma de cúpula, acabadas en 1569 y 1667, sus ornementos con la superposición de tres órdenes (dórico, jónico y corintio) se inspiran en el Renacimiento.

Exteriorde la iglesia
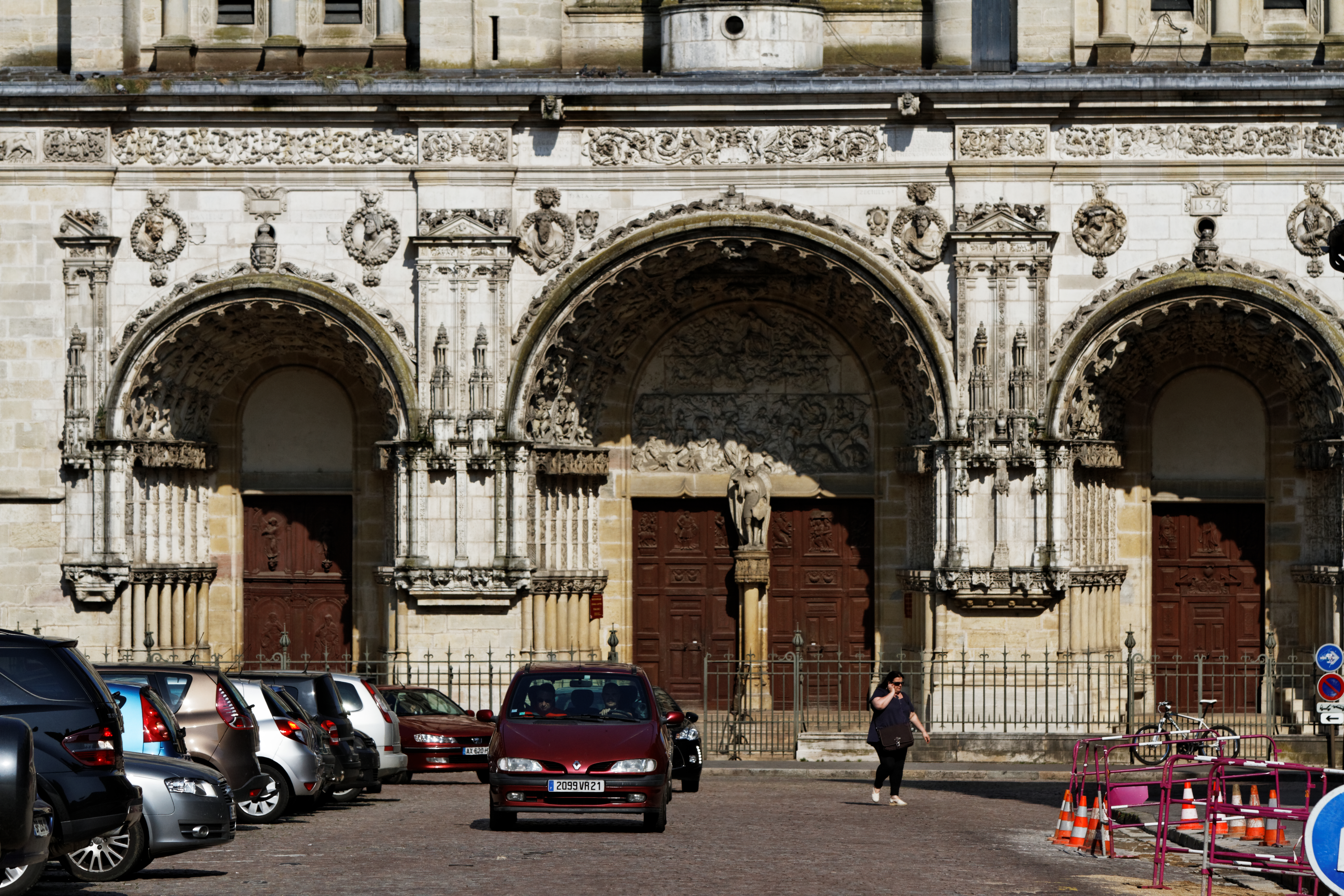
Detalle de la fachada
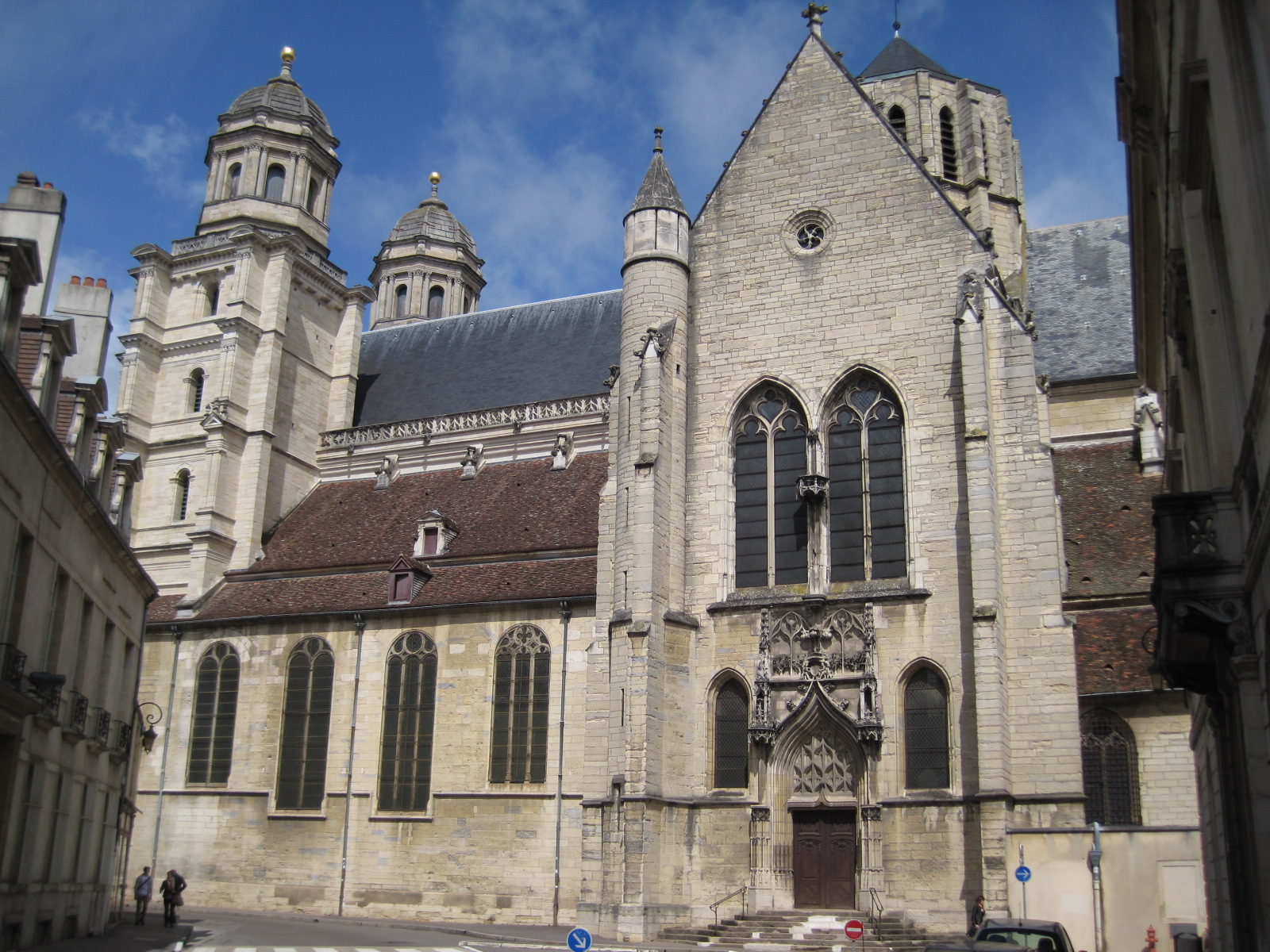
Vista lateral
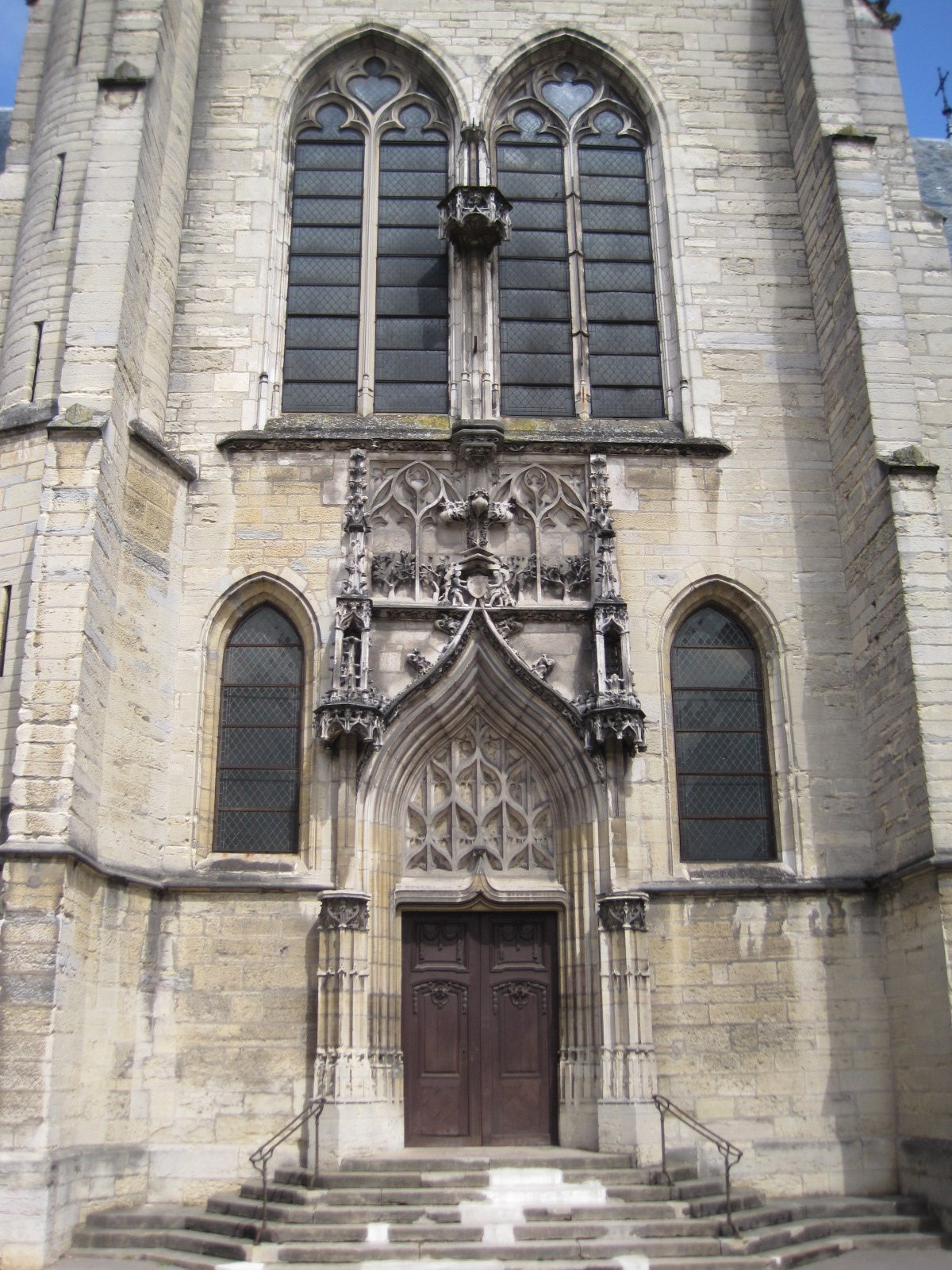
Portal lateral
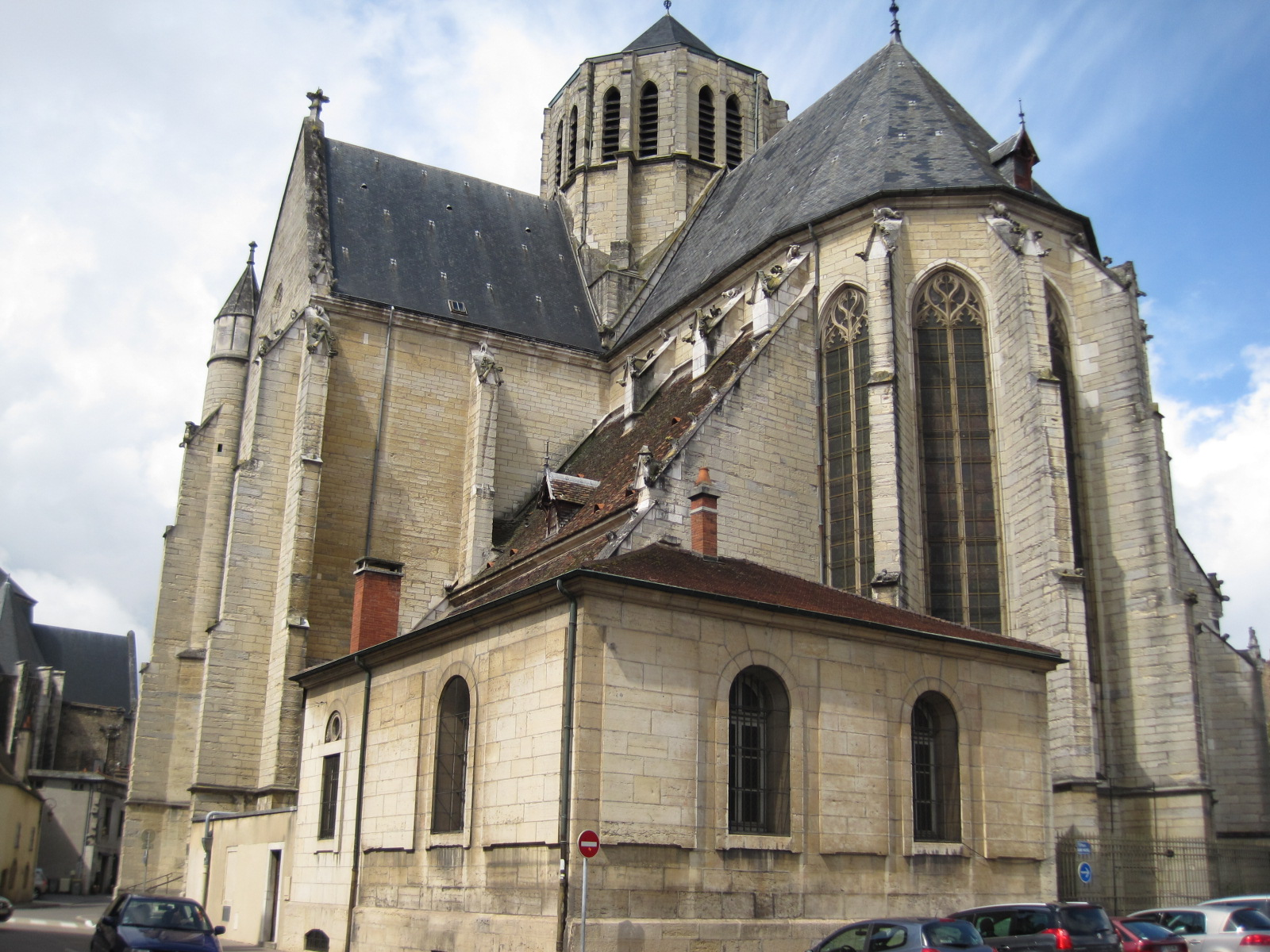
Vista de la cabecera

## Pintura
(Fuentes: Base Mérimée).
- Escuela napolitana, Le Martyre de saint Sébastien, fechada en 1640.
- Philippe Quantin, Annonciation.
- Nicolas Bertin, Annonciation, Le Christ chez Marthe et Marie.
- François (Franz) Krause o Krauss, cuatro tablas proveniente del convento de la cartuja de Dijon, todas fechadas en1737.
  - Adoration des bergers
  - l'Adoration des Mages
  - La Fuite en Égypte
  - La Présentation au temple (a partir de Jean Jouvenet) es una copia inversa de la original.
  - Matteo Nannini, Le Martyre de saint Jacques le majeur, 1727, según una tradición habría sido pintada en agradecimiento por la atención recibida en el hospital de Dijon.
- Gabriel Revel, Festin d'Hérode, 1708.
- Vincent-Nicolas Raverat, Saint Pierre prêchant à Rome

Interior de la iglesia
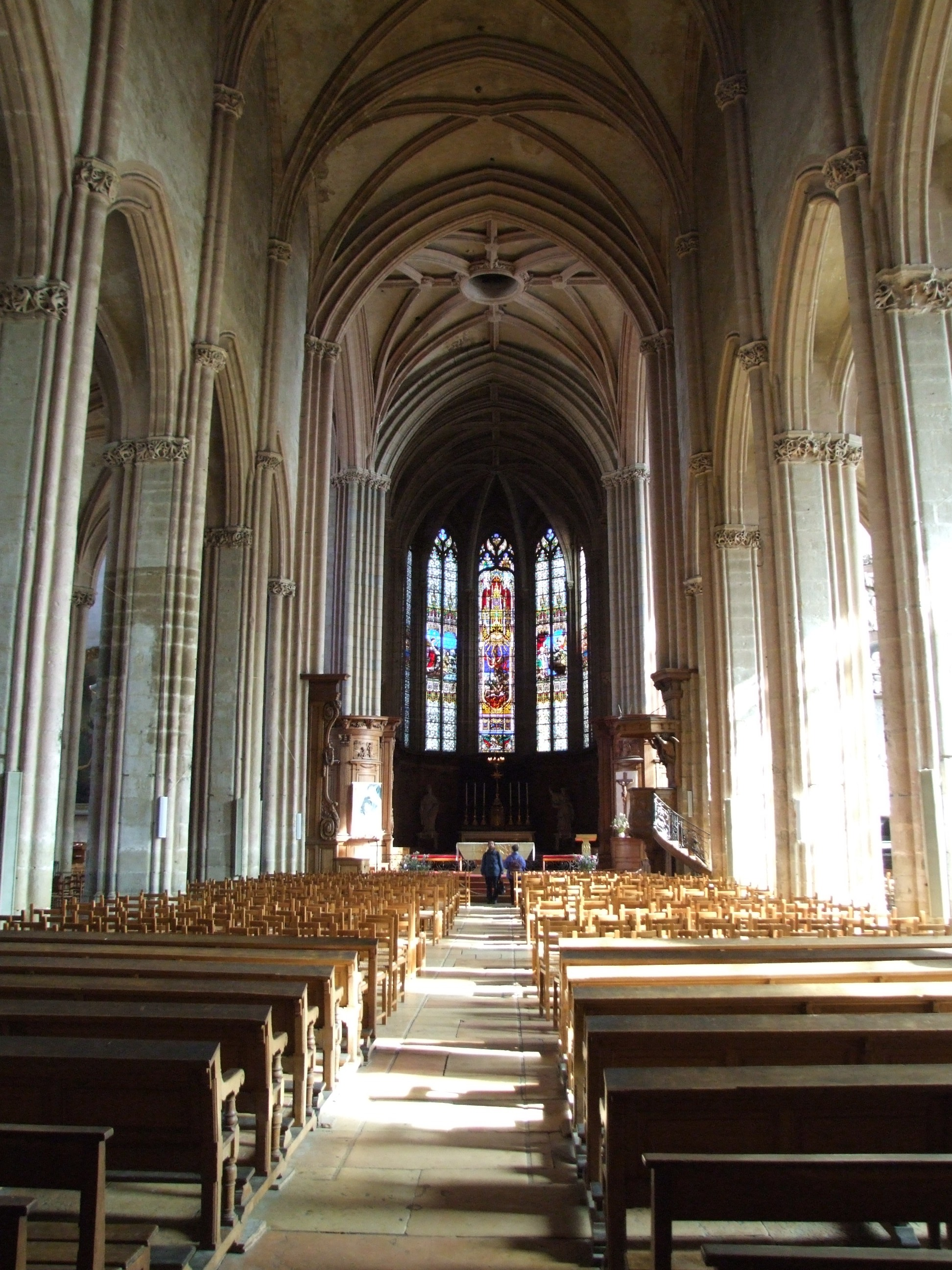
Vista interior de la iglesia
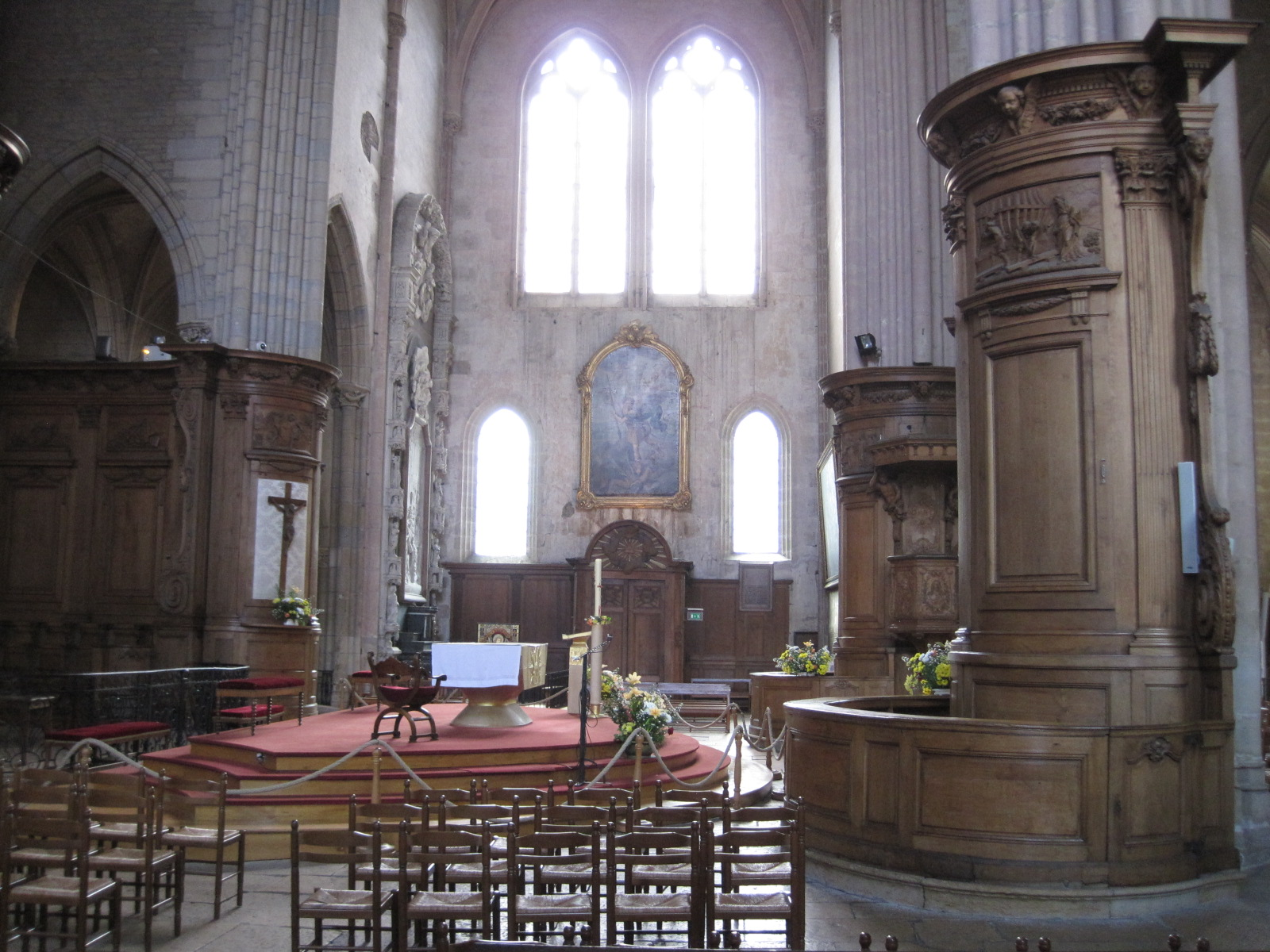
Vista del transepto
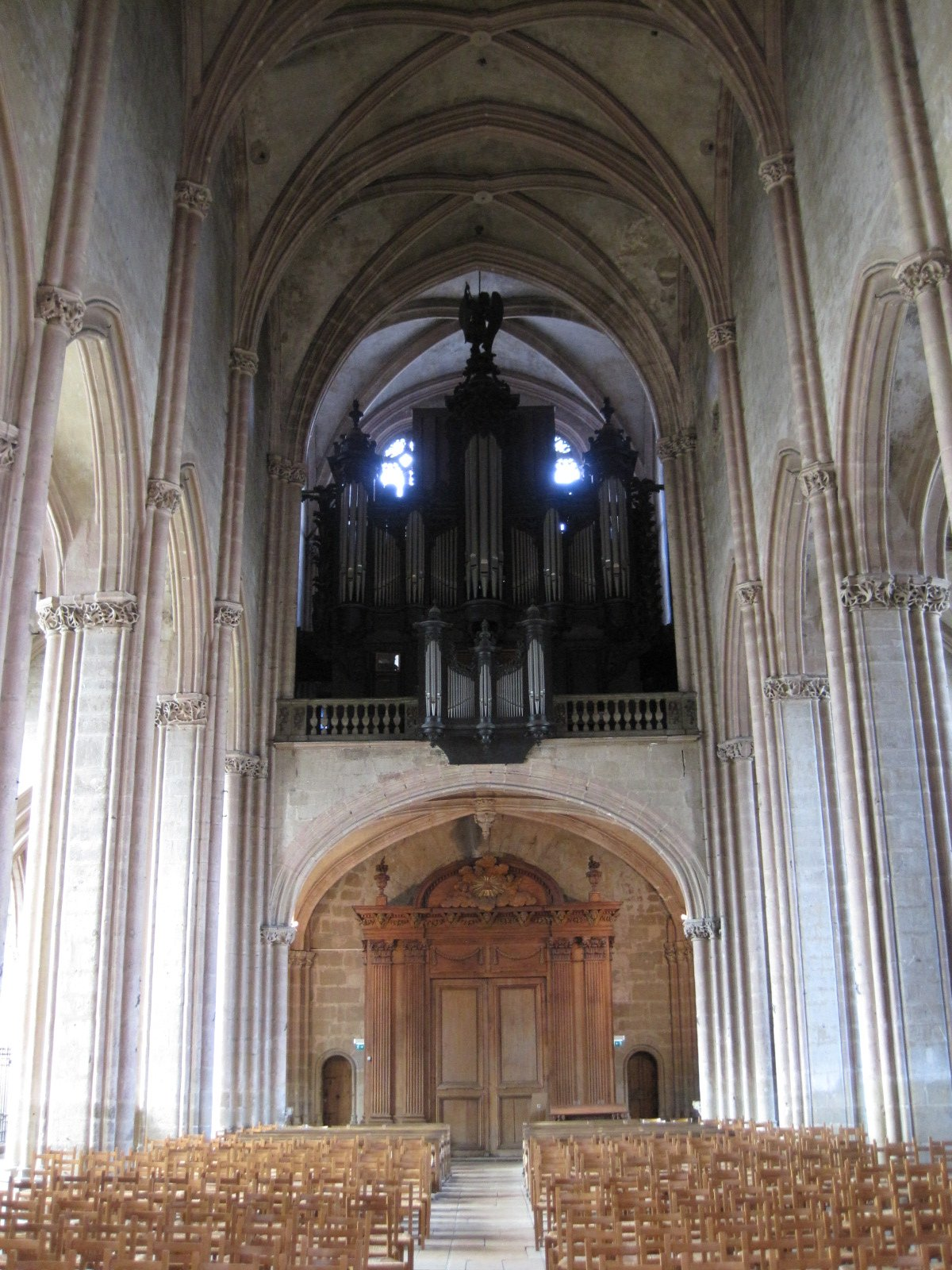
El órgano de la iglesia
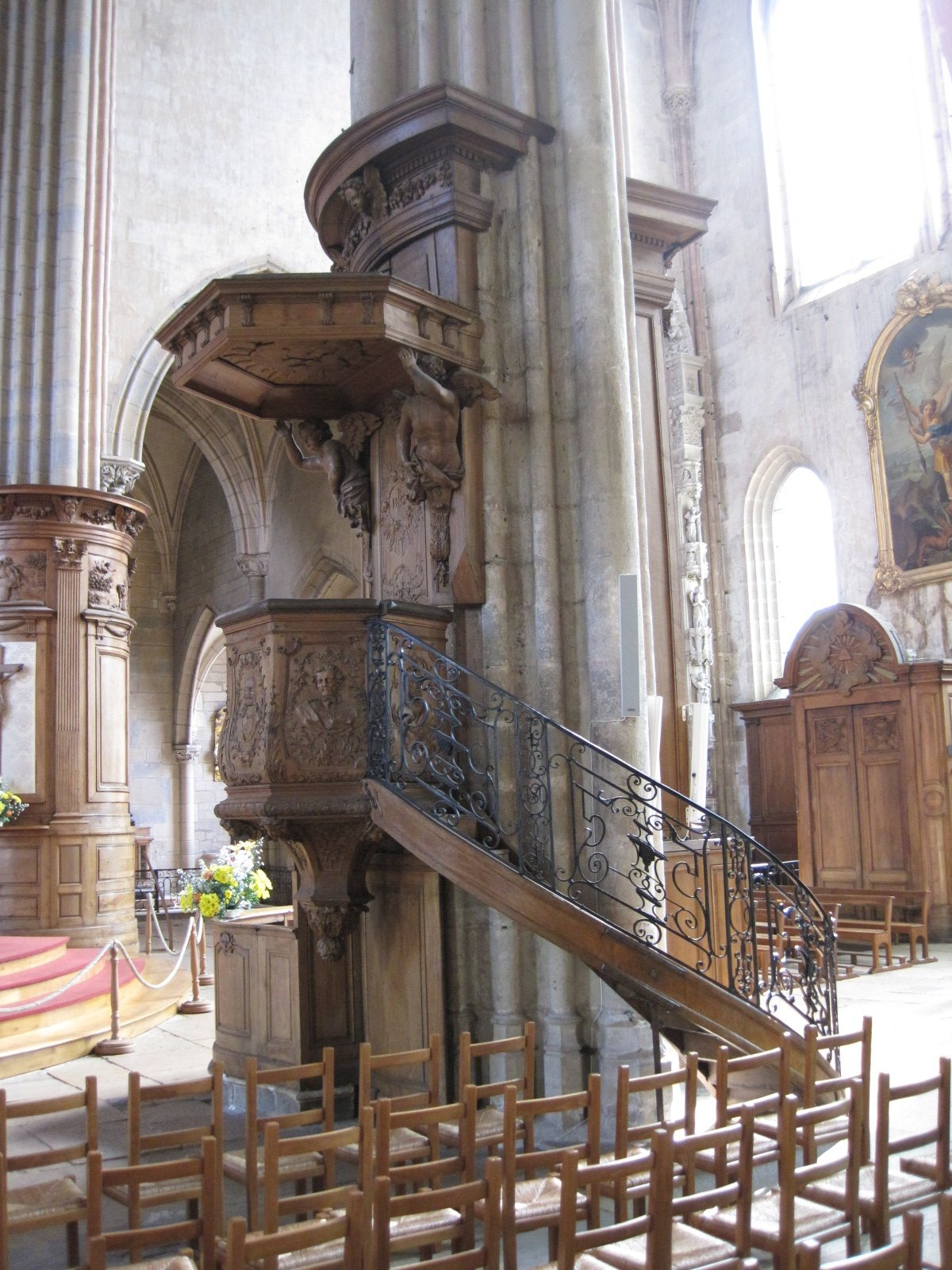
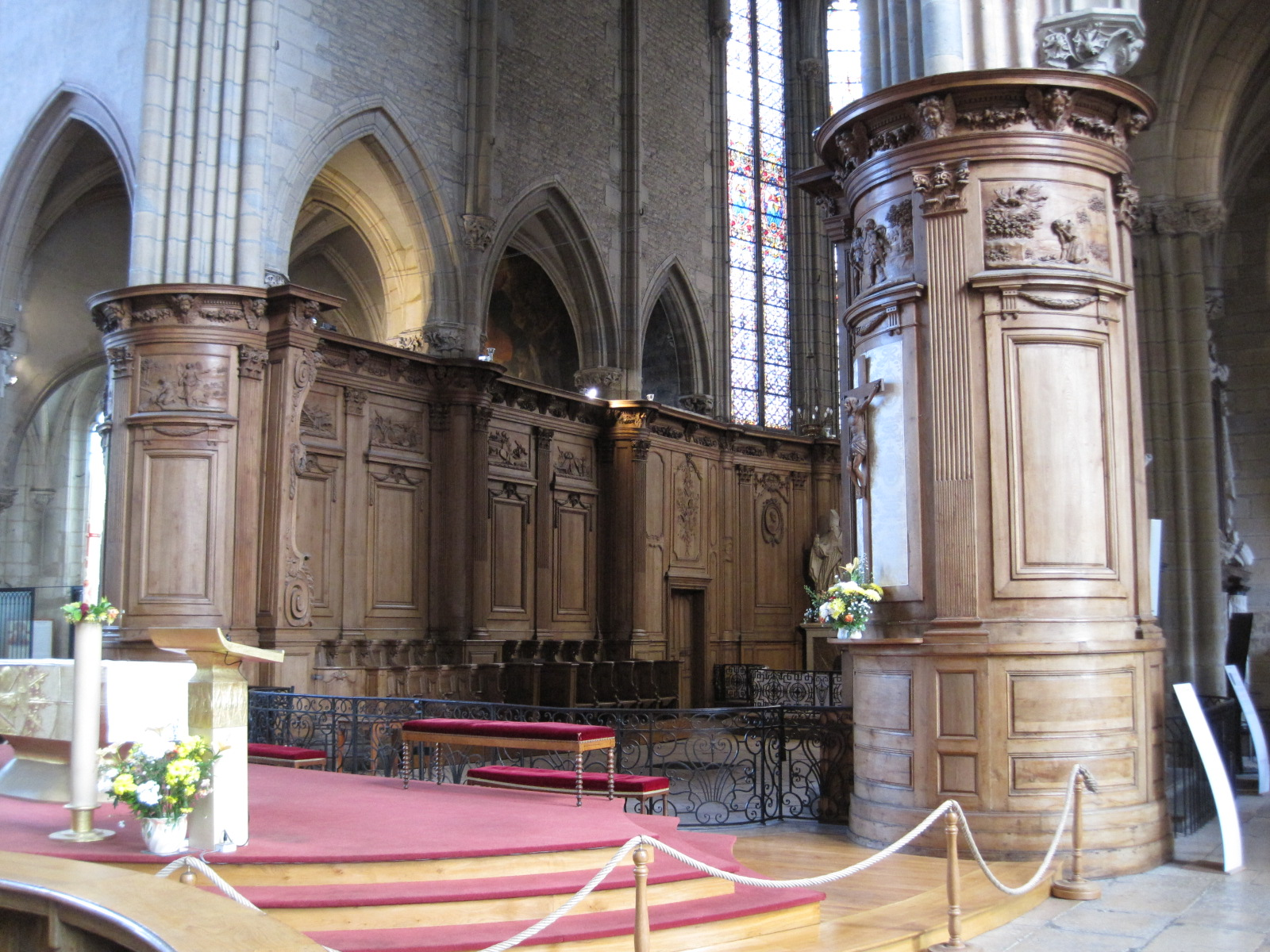